# Tallåstjärnen, Värmland
Tallåstjärnen är en sjö i Hagfors kommun i Värmland och ingår i Göta älvs huvudavrinningsområde. Tallåstjärnen ligger i Fräkensjömyrarna Natura 2000-område.